# Hernán Pérez
Hernán Arsenio Pérez González (ur. 25 lutego 1989 w Fernando de la Mora) – paragwajski piłkarz grający na pozycji prawego pomocnika.

## Kariera klubowa
Piłkarską karierę rozpoczął w stołecznym klubie Tacuary. W Primera División zadebiutował w 2005. W latach 2008–2009 był zawodnikiem lokalnego rywala - Libertadu. W 2009 został kupiony przez hiszpański klub Villarreal CF. Od 2009 Pérez występował w rezerwach Villarrealu. W styczniu 2014 roku wypożyczony do Olympiakosu. W zimowym okienku transferowym 2015 roku wypożyczony do Realu Valladolid.
| Sezon     | Klub             | Kraj      | Rozgrywki          | Mecze | Bramki |
| --------- | ---------------- | --------- | ------------------ | ----- | ------ |
| 2005      | Tacuary Asunción | Paragwaj  | Primera División   | 3     | 0      |
| 2006      | Tacuary Asunción | Paragwaj  | Primera División   | 1     | 0      |
| 2007      | Tacuary Asunción | Paragwaj  | Primera División   | 20    | 5      |
| 2008      | Club Libertad    | Paragwaj  | Primera División   | 1     | 0      |
| 2009      | Club Libertad    | Paragwaj  | Primera División   | 0     | 0      |
| 2009/2010 | Villarreal B     | Hiszpania | Segunda División   | 25    | 1      |
| 2009/2010 | Villarreal CF    | Hiszpania | Primera División   | 0     | 0      |
| 2010/2011 | Villarreal B     | Hiszpania | Segunda División   | 32    | 4      |
| 2011/2012 | Villarreal CF    | Hiszpania | Segunda División   | 21    | 4      |
| 2012/2013 | Villarreal CF    | Hiszpania | Segunda División   | 13    | 2      |
| 2013/2014 | Villarreal CF    | Hiszpania | Primera División   | 13    | 1      |
| 2013/2014 | Olympiakos SFP   | Grecja    | Superleague Ellada | 9     | 2      |
| 2014/2015 | Villarreal CF    | Hiszpania | Primera División   | 0     | 0      |
| 2014/2015 | Real Valladolid  | Hiszpania | Segunda División   | 14    | 3      |
| 2015/16   | RCD Espanyol     | Hiszpania | Primera División   | 32    | 7      |
| 2016/17   | RCD Espanyol     | Hiszpania | Primera División   | 32    | 3      |
| 2017/18   | RCD Espanyol     | Hiszpania | Primera División   | 4     | 0      |
| 2017/18   | Deportivo Alavés | Hiszpania | Primera División   | 10    | 0      |
| 2018/19   | RCD Espanyol     | Hiszpania | Primera División   | 19    | 1      |

## Kariera reprezentacyjna
W reprezentacji Paragwaju 30 marca 2010 w zremisowanym 1-1 towarzyskim meczu z reprezentacją RPA. W 2011 został powołany na turniej Copa América 2011.